# Ozouer-le-Voulgis
Ozouer-le-Voulgis är en kommun i departementet Seine-et-Marne i regionen Île-de-France i norra Frankrike. Kommunen ligger i kantonen Tournan-en-Brie som tillhör arrondissementet Melun. År 2022 hade Ozouer-le-Voulgis 2 002 invånare.

## Befolkningsutveckling
Antalet invånare i kommunen Ozouer-le-Voulgis
| Referens: INSEE |